# 카프 보야

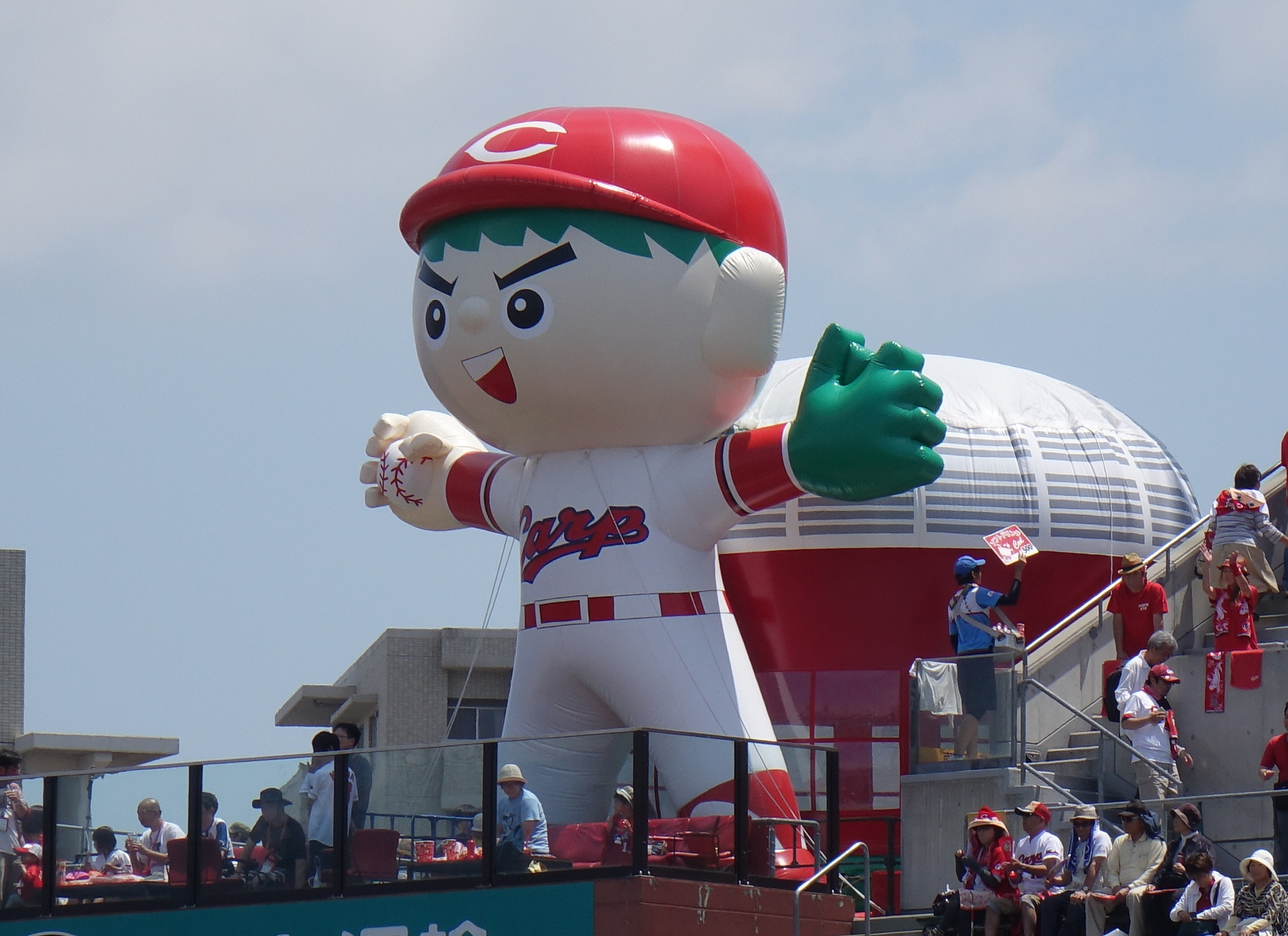
후와후와 카프 보야 (2세대)

카프 보야(일본어: カープ坊や)는 일본 프로 야구팀인 히로시마 도요 카프의 마스코트 캐릭터이다. 첫 등장은 1975년 6월으로, 현재 사용되고 있는 프로 야구 구단의 마스코트 캐릭터 중 제일 오래되었다. 카프 유니폼과 모자를 착용한 소년으로 녹색 머리카락과 둥근 눈이 특징이다. 등번호는 없다.